# Mařenice
Mařenice är en ort i Tjeckien. Den ligger i den norra delen av landet, 80 km norr om huvudstaden Prag. Mařenice ligger 395 meter över havet och antalet invånare är 347.
Terrängen runt Mařenice är kuperad norrut, men söderut är den platt.Runt Mařenice är det ganska tätbefolkat, med 86 invånare per kvadratkilometer. Närmaste större samhälle är Česká Lípa, 16,8 km sydväst om Mařenice. Omgivningarna runt Mařenice är en mosaik av jordbruksmark och naturlig växtlighet.